# Alana O'Reilly
Alana O'Reilly es una deportista estadounidense que compitió en vela en la clase Elliott 6m. Ganó dos medallas en el Campeonato Mundial de Match Race Femenino, plata en 2010 y bronce en 2012.

## Palmarés internacional
| \| Campeonato Mundial \| Campeonato Mundial \| Campeonato Mundial \| Campeonato Mundial \| \| Año \| Lugar \| Medalla \| Clase \| \| ------------------ \| ----------------------------- \| ------------------ \| ------------------ \| \| 2010 \| Rhode Island (Estados Unidos) \| Medalla de plata \| Elliott 6m \| \| 2012 \| Gotemburgo (Suecia) \| Medalla de bronce \| Elliott 6m \| |                               |                   |            |
| Campeonato Mundial |                               |                   |            |
| Año | Lugar                         | Medalla           | Clase      |
| 2010 | Rhode Island (Estados Unidos) | Medalla de plata  | Elliott 6m |
| 2012 | Gotemburgo (Suecia)           | Medalla de bronce | Elliott 6m |